# Love (album de Mika Nakashima)
Pour les articles homonymes, voir Love.
Albums de Mika Nakashima
True
(2002) Music
(2005)
Albums par Mika Nakashima
Resistance
(2002) Oborozukiyo: Inori
(2004)
Singles
Love est le 2e album de Mika Nakashima, ou son 3e si l'on compte son mini album Resistance. Il sort sous le label Sony Music Associated Records le 6 novembre 2003 au Japon, et atteint la 1re place du classement de l'Oricon. Il se vend à 437 218 exemplaires la première semaine, et reste classé 100 semaines, pour un total de 1 447 681 exemplaires vendus.
En contraste avec son premier album True, cet album revendique un éventail de style musical comprenant des ballades, du reggae doux, et du jazz de club. Cela c'est avéré être une idée réussie car l'album se vendit en plus grande quantité que son premier, ce qui se produit rarement pour des artistes déjà bien connus après un premier album réussi. En Corée, l'album dépasse les 30 000 exemplaires vendus faisant de Mika Nakashima la première artiste Japonaise à vendre autant d'exemplaires d'un album dans ce pays. Il est élu « Meilleur album de l'année » au Japan Gold Disc Awards en 2004. C'est son album le plus vendu à ce jour.

## Liste des titres
Toutes les paroles sont écrites par Mika Nakashima, à moins qu'autrement ait noté.
| 1.  | Venus in the Dark                                              |                                 | Yasunari Okano                | absolute3                     | 6:05 |
| 2.  | Love Addict                                                    |                                 | Shinichi Osawa (Mondo Grosso) | Shinichi Osawa (Mondo Grosso) | 7:17 |
| 3.  | Aroma                                                          |                                 | Yoshiko Goshima               | Takahiro Watanabe             | 6:18 |
| 4.  | Yuki no Hana (雪の華, Fleur de Neige)                          | Satomi                          | Ryouki Matsumoto              | Ryouki Matsumoto              | 5:43 |
| 5.  | Resistance (album version)                                     | Yasushi Akimoto, Mika Nakashima | Seikou Nagaoka                | Coldfeet, Shin Kono           | 4:56 |
| 6.  | Find the Way                                                   |                                 | Lori Fine (Coldfeet)          | Ken Shima                     | 5:28 |
| 7.  | Marionette                                                     |                                 | Nobuyuki Shimizu              | Nobuyuki Shimizu              | 5:14 |
| 8.  | Seppun (接吻, Baiser) (reprise de la chanson de Original Love) | Takao Tajima                    | Takao Tajima                  | Shunya Mori                   | 6:04 |
| 9.  | You send me love                                               |                                 | Gota Nishidera                | absolute3                     | 5:00 |
| 10. | Be in Silence                                                  |                                 | absolute                      | absolute3                     | 5:39 |
| 11. | Love No Cry                                                    |                                 | Arata Tanimoto                | Chokkaku                      | 5:18 |
| 12. | Aishiteru (愛してる, Fleur de Neige) (album version)           | H (three tight b)               | H (three tight b)             | shinya (three tight b)        | 5:35 |
| 13. | Last Waltz                                                     |                                 | Yasunari Okano                | Nobuyuki Shimizu              | 4:10 |